# Kongres w Akwizgranie
Kongres w Akwizgranie – konferencja międzynarodowa, która odbyła się jesienią, od 29 września do 21 listopada, 1818 roku. Było to pierwsze spotkanie przedstawicieli państw Świętego Przymierza po kongresie wiedeńskim. Kongres zakończył wojskową okupację Francji i ponowił postanowienia przeciw ruchom rewolucyjnym. W spotkaniu udział wzięli:
- Rosja – cesarz Aleksander I, minister spraw zagranicznych Karl Robert Nesselrode, dowódca rosyjskiego Korpusu Okupacyjnego generał-lejtnant hr. Michaił Woroncow, hr. Joanis Kapodistrias
- Austria – cesarz Franciszek I, minister spraw zagranicznych Klemens von Metternich
- Prusy – król Fryderyk Wilhelm III, premier Prus ks. Karl August von Hardenberg, minister spraw zagranicznych hr. Christian Günther von Bernstorff
- Wielka Brytania – minister spraw zagranicznych Robert Stewart i dowódca sił okupacyjnych we Francji Arthur Wellesley, książę Wellington
- Francja – premier Armand-Emmanuel du Plessis, książę Richelieu

## Protokół akwizgrański
Jednym z podpisanych dokumentów był tzw. protokół akwizgrański, na mocy którego m.in. powstała nowa ranga dyplomatyczna – minister rezydent.